# Fayette County (Kentucky)
Fayette County je okres ve státě Kentucky v USA. K roku 2010 zde žilo 295 803 obyvatel. Správním městem okresu je Lexington. Celková rozloha okresu činí 739 km².

## Sousední okresy
| Růžice kompasu |                                 | Scott County              | Bourbon County | Růžice kompasu |
| Růžice kompasu | Woodford County                 | Sever                     | Clark County   | Růžice kompasu |
| Růžice kompasu | Woodford County                 | Fayette County (Kentucky) | Clark County   | Růžice kompasu |
| Růžice kompasu | Woodford County                 | Jih                       | Clark County   | Růžice kompasu |
| Růžice kompasu | Madison County Jessamine County |                           |                | Růžice kompasu |